# Ubava
Ubava (cyr. Убава) – wieś w Bośni i Hercegowinie, w Republice Serbskiej, w gminie Višegrad. W 2013 roku liczyła 22 mieszkańców.